# Форхгаммер, Петер Вильгельм
Петер Вильгельм Форхгаммер (нем. Peter Wilhelm Forchhammer; 23 октября 1801, Хузум — 8 января 1894, Киль) — германский археолог, топограф, филолог-классик и политик-либерал. Брат датского геолога немецкого происхождения Георга Форхгаммера.

## Биография
Петер Вильгельм Форхгаммер родился в семье известного педагога, из-за ранней смерти которого воспитывался у родственников. Среднее образование получил в школе в городке Тёндер и затем в гимназии Любека, в 1821 году поступил изучать древние языки в Кильский университет, позднее перешёл в Лейпцигский университет. Непродолжительное время прожил в Копенгагене у брата, затем защитил диссертацию на соискание степени доктора философии в Киле, после чего занялся частным репетиторством. 
В 1828 году защитил магистерскую диссертацию, год спустя габилитировался, после чего начал преподавать в Кильском университете. В 1836 году был назначен экстраординарным профессором, в 1842 году — ординарным. Был одним из первых в Германии (наряду с Отто Яном) преподавателей археологии. 
В 1830—1834 и 1838—1840 годах Петер Вильгельм Форхгаммер проводил разнообразные полевые исследования в средиземноморском регионе, касавшиеся филологии, археологии, мифологии и географии. Впоследствии основал при Кильском университете археологический музей. В 1868—1870 годах был членом прусского ландтага от Прогрессивной партии Шлезвиг-Гольштейна, в 1871—1873 годах — германского рейхстага; с 1874 года был депутатом от Кильского университета в Палате господ.
Его сочинения касаются большею частью топографии и мифологии. К первой относятся: «Hellenika» (Берлин, 1837, том 1); «Topographie von Athen» (Киль, 1841); «Beschreibung der Ebene von Troja» с картой (Франкфурт-на-Майне, 1850); «Topographia Thebarum heptapylarum» (Киль, 1854); «Halkyonia» (Берлин, 1857). В своих произведениях мифологического содержания он старался свести греческие мифы к явлениям природы, особенно воды. К работам, отражающим такой подход, относятся «Achill» (Киль, 1853), где он объясняет Троянскую войну зимней борьбой стихий, «Die Gründung Rom’s» (там же, 1868); «Daduchos. Einleitung in das Verständniss der hellenischen Mythen, Mythensprache und mythishen Bauten» (там же, 1875); «Die Wanderungen der Inachostochter Jo» (там же, 1880); «Prolegomena zur Mythologie als Wissenschaft und Lexikon der Mythensprache» (там же, 1891); «Erklärung der Ilias» (Киль, 1884, 2-е издани, 1888); «Homer. Seine Sprache, die Kampfplätze seiner Heroen und Götter in der Troas» (там же, 1894).